# Topolceane, Sliven
Topolceane (în bulgară Тополчане) este un sat în comuna Sliven, regiunea Sliven,  Bulgaria. 

## Demografie
Componența etnică a satului Topolceane
     Bulgari (60,28%)
     Romi (37,06%)
     Nicio identificare (2,3%)
     Altele (1,07%)
La recensământul din 2011, populația satului Topolceane era de 2.989 locuitori. Din punct de vedere etnic, majoritatea locuitorilor (60,28%) erau bulgari, cu o minoritate de romi (37,06%). Pentru 2,3% din locuitori nu este cunoscută apartenența etnică.